# Narzędzie ścierne

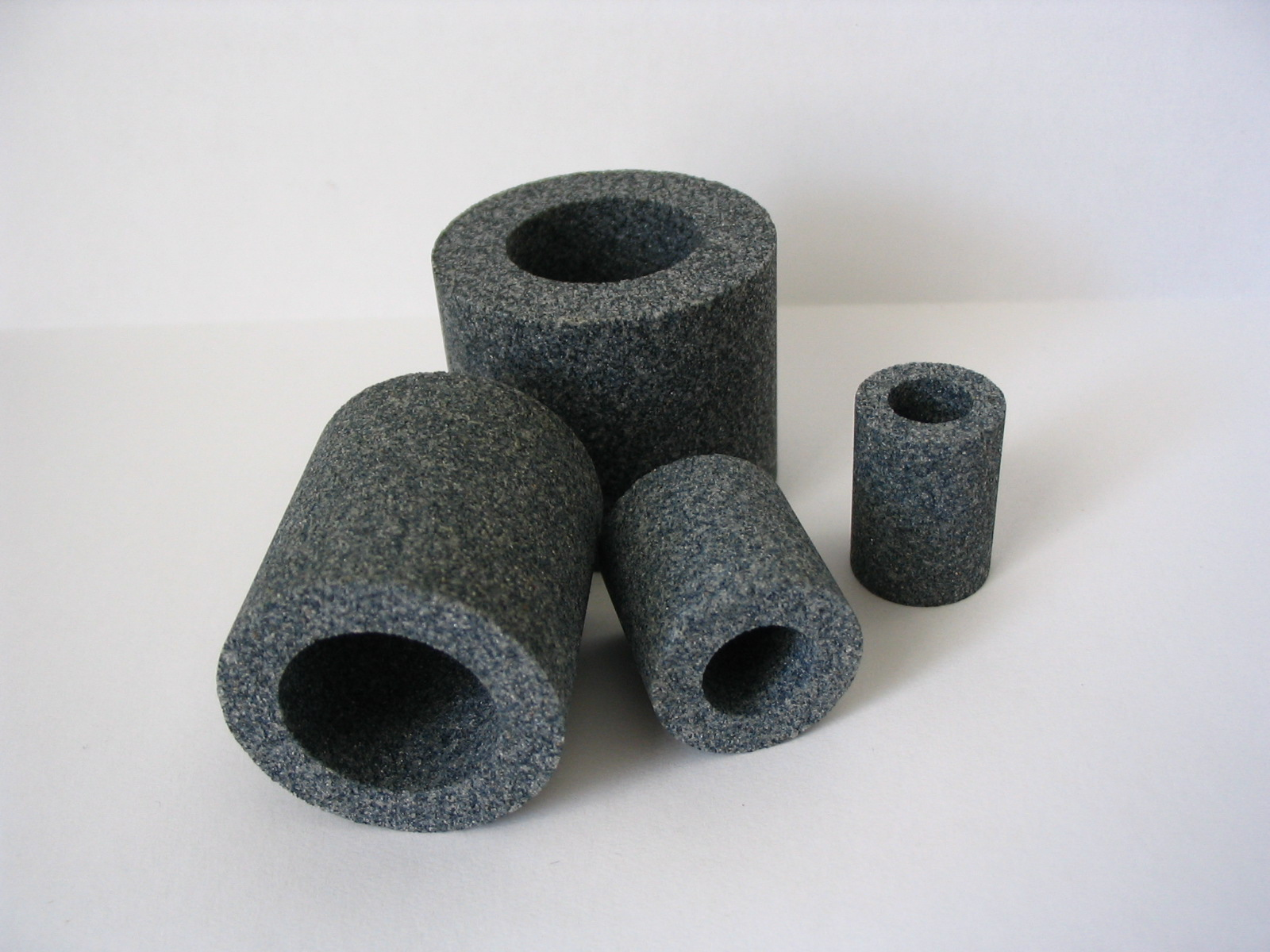
Ściernice garnkowe

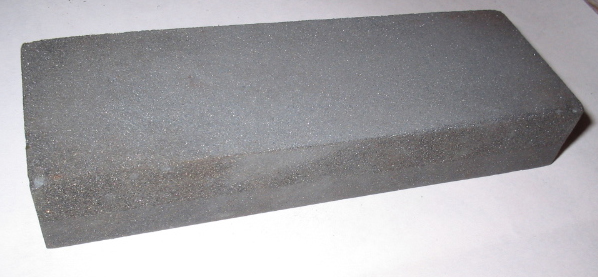
Osełka

Narzędzie ścierne - bryła o ustalonym kształcie i wymiarach przeznaczona do wykonywania obróbki ściernej. Narzędzia ścierne składają się z ziaren materiału ściernego połączonych spoiwem.

## Podział narzędzi ściernych
Wśród narzędzi ściernych wyróżnia się:
- ściernice
- segmenty ścierne
- pilniki
- osełki

## Cechy narzędzi ściernych
W celu sporządzenia jednoznacznego opisu narzędzia ściernego określa się jego cechy, do których należą:
- rodzaj materiału ściernego
- wymiary ziaren (nr ziarna)
- rodzaj spoiwa
- twardość ściernicy
- spoistość, porowatość i strukturę
- kształt i wymiary